# Sepp Holzer
Josef Holzer, detto Sepp (Ramingstein, 24 luglio 1942), è un ambientalista e scrittore austriaco, consulente attivo a livello internazionale per l'agricoltura naturale. È anche il fondatore della permacultura di Holzer, In Italia sono famosi i suoi saggi La permacultura di Sepp Holzer (in dvd), Guida pratica alla Permacultura e Come Trasformare il Deserto in Paradiso.